# Шимлеју Силванјеј
Шимлеју Силванјеј (рум. Şimleu Silvaniei, мађ. Szilágysomlyó) град је у Румунији, у северозападном делу земље, у историјској покрајини Трансилванија. Шимлеју Силванјеј је други по важности град округа Салаж. Према попису из 2017. године, град је имао 17.371 становника.

## Географија
Град Шимлеју Силванјеј налази се у северозападом делу историјске покрајине Трансилваније, око 110 km северозападно до Клужа, седишта покрајине. Западно од града пружа се покрајина Кришана.
Шимлеју Силванјеј је смештен у области северног Бихора, на 250 m надморске висине.

## Становништво
Матични Румуни чине већину градског становништва Шимлеју Силванјеја (65,7%), а од мањина присутни су Мађари (25,0%) и Роми (8,9%). Мађари су почетком 20. века били у већини. Некада присутно немачко становништво се иселило у матицу током 20. века.

### Попис2002.
| Расподела становништва по националности 2002.‍ | Расподела становништва по националности 2002.‍ | Расподела становништва по националности 2002.‍ | Расподела становништва по националности 2002.‍ | Расподела становништва по националности 2002.‍ |
| --------------------------------------------- | --------------------------------------------- | --------------------------------------------- | --------------------------------------------- | --------------------------------------------- |
|                                               |                                               |                                               |                                               |                                               |
| Румуни                                        | Румуни                                        |                                               | 10.553                                        | 65,7%                                         |
| Мађари                                        | Мађари                                        |                                               | 4.010                                         | 25,0%                                         |
| Роми                                          | Роми                                          |                                               | 1.425                                         | 8,9%                                          |
| Немци                                         | Немци                                         |                                               | 14                                            | 0,1%                                          |
| Срби                                          | Срби                                          |                                               | 3                                             | 0,0%                                          |
| Словаци                                       | Словаци                                       |                                               | 39                                            | 0,2%                                          |
| Италијани                                     | Италијани                                     |                                               | 3                                             | 0,0%                                          |
| други                                         | други                                         |                                               | 12                                            | 0,1%                                          |

### Хронологија
| Година       | 1992  | 1993  | 1994  | 1995  | 1996  | 1997  | 1998  | 1999  | 2000  | 2001  | 2002  | 2003  | 2004  | 2005  | 2006  | 2007  | 2008  | 2009  | 2010  | 2011  | 2012  | 2013  | 2014  | 2015  | 2016  | 2017  |
| ------------ | ----- | ----- | ----- | ----- | ----- | ----- | ----- | ----- | ----- | ----- | ----- | ----- | ----- | ----- | ----- | ----- | ----- | ----- | ----- | ----- | ----- | ----- | ----- | ----- | ----- | ----- |
| Становништво | 17913 | 17987 | 17969 | 17944 | 17871 | 17812 | 17791 | 17709 | 17642 | 17635 | 17630 | 17614 | 17539 | 17514 | 17530 | 17488 | 17490 | 17499 | 17451 | 17380 | 17387 | 17414 | 17429 | 17424 | 17404 | 17371 |